# 11-й гвардейский миномётный полк реактивной артиллерии (2-го формирования)
11-й Отдельный гвардейский миномётный Львовский Краснознамённый ордена Кутузова полк (реактивной артиллерии) (11 огминп) — гвардейское формирование, воинская часть (гвардейский миномётный полк) РККА Вооружённых Сил СССР в Великой Отечественной войне.
Полное наименование по окончании Великой Отечественной войны — 11-й отдельный гвардейский миномётный Львовский Краснознамённый ордена Кутузова полк.

## История
Полк сформирован в апреле-мае 1943 года в Московском военном округе, на базе 107-го огминдн (командир гв. майор Барсуков С. В., после сформирования полка стал начальником штаба), по штату № 06 / 304 (сокращённый состав), согласно Постановлению ГОКО № 3251сс от 25 апреля 1943 года «О доукомплектовании Гвардейских кавалерийских корпусов и усилении их боевой мощи» и Приказа НКО СССР № 0322 от 1 мая 1943 года.
В составе действующей армии с 02.08.1943 по 20.10.1943 года и с 19.12.1943 по 11.05.1945 года.
Состав:
- управление полка;
- 1-я батарея (уст-ки М-8);
- 2-я батарея (уст-ки М-13);
- 3-я батарея (уст-ки М-13);

Вошёл в состав 6-го гвардейского кавалерийского корпуса.
В составе корпуса сосредоточился в районе Кирова 12.08.1943, а 13.08.1943 перебазировался в район восточнее Павлиново, поддерживал огнём неудавшийся ввод корпуса в бой. С 27.08.1943 в ходе Ельнинско-Дорогобужской операции вновь поддерживает огнём наступающие войска корпуса, вышел к Хотеево (10 километров северо-западнее Стряны), оттуда же возобновил наступление в ходе Смоленско-Рославльской операции. В октябре 1943 года, по-видимому потеряв значительную часть вооружения, отведён в резерв.
В декабре 1943 года вновь направлен на передовую, с конца января 1944 года участвует в Ровно-Луцкой операции, затем — в Проскуровско-Черновицкой операции.
На 16.04.1944 занимал позиции вблизи реки Серет в районе неподалёку от Маркополя.
С 13.07.1944 принимает участие в Львовско-Сандомирской наступательной операции, отличился при освобождении Львова.
Осенью 1944 года принимает участие в Дебреценской наступательной операции, ведёт обстрел Дебрецена, затем в Будапештской наступательной операции.
17.04.1945, участвуя в Братиславско-Брновской операции попал под сильный авиационный налёт в районе Жидлоховице (Чехословакия).
Согласно Приказу по 6 ГКК № 223 от 8 августа 1945 года, полк 10 августа 1945 года был расформирован, а на базе батарей сформированы: 4-й огминдн, вошёл в состав 10 гмсд, 5-й огминдн — в 11 гмсд, 6-й огминдн — в 13-й гмсд.

## В составе
| Дата            | Фронт (округ)            | Армия                                                 | Корпус                               | Дивизия | Примечания |
| --------------- | ------------------------ | ----------------------------------------------------- | ------------------------------------ | ------- | ---------- |
| 01.05.1943 года | Московский военный округ | -                                                     | -                                    | -       | -          |
| 01.06.1943 года | Московский военный округ | -                                                     | -                                    | -       | -          |
| 01.07.1943 года | Московский военный округ | -                                                     | -                                    | -       | -          |
| 01.08.1943 года | Резерв Ставки ВГК        | -                                                     | -                                    | -       | -          |
| 01.09.1943 года | Западный фронт           | -                                                     | 6-й гвардейский кавалерийский корпус | -       | -          |
| 01.10.1943 года | Западный фронт           | -                                                     | 6-й гвардейский кавалерийский корпус | -       | -          |
| 01.11.1943 года | Резерв Ставки ВГК        | -                                                     | -                                    | -       | -          |
| 01.12.1943 года | Резерв Ставки ВГК        | -                                                     | -                                    | -       | -          |
| 01.01.1944 года | Белорусский фронт        | -                                                     | -                                    | -       | -          |
| 01.02.1944 года | 1-й Украинский фронт     | -                                                     | -                                    | -       | -          |
| 01.03.1944 года | 1-й Украинский фронт     | 13-я армия                                            | -                                    | -       | -          |
| 01.04.1944 года | 1-й Украинский фронт     | 13-я армия                                            | -                                    | -       | -          |
| 01.05.1944 года | 1-й Украинский фронт     | -                                                     | -                                    | -       | -          |
| 01.06.1944 года | 1-й Украинский фронт     | -                                                     | -                                    | -       | -          |
| 01.07.1944 года | 1-й Украинский фронт     | -                                                     | -                                    | -       | -          |
| 01.08.1944 года | 1-й Украинский фронт     | -                                                     | 6-й гвардейский кавалерийский корпус | -       | -          |
| 01.09.1944 года | 2-й Украинский фронт     | -                                                     | 6-й гвардейский кавалерийский корпус | -       | -          |
| 01.10.1944 года | 2-й Украинский фронт     | -                                                     | 6-й гвардейский кавалерийский корпус | -       | -          |
| 01.11.1944 года | 2-й Украинский фронт     | -                                                     | 6-й гвардейский кавалерийский корпус | -       | -          |
| 01.12.1944 года | 2-й Украинский фронт     | Конно-механизированная группа 2-го Украинского фронта | 6-й гвардейский кавалерийский корпус | -       | -          |
| 01.01.1945 года | 2-й Украинский фронт     | Конно-механизированная группа 2-го Украинского фронта | 6-й гвардейский кавалерийский корпус | -       | -          |
| 01.02.1945 года | 2-й Украинский фронт     | 1-я гвардейская конно-механизированная группа         | 6-й гвардейский кавалерийский корпус | -       | -          |
| 01.03.1945 года | 2-й Украинский фронт     | 1-я гвардейская конно-механизированная группа         | 6-й гвардейский кавалерийский корпус | -       | -          |
| 01.04.1945 года | 2-й Украинский фронт     | 1-я гвардейская конно-механизированная группа         | 6-й гвардейский кавалерийский корпус | -       | -          |
| 01.05.1945 года | 2-й Украинский фронт     | 1-я гвардейская конно-механизированная группа         | 6-й гвардейский кавалерийский корпус | -       | -          |

## Командиры
- гвардии майор / подполковник Бархатов Павел Данилович (с 5.1943 по 10.08.1945);
- замком по с/ч майор Чернышёв Матвей Иванович (с 1944);
- нач.штаба майор Барсуков Сергей Васильевич (до 7.1944);
- пнш капитан / майор Кегелев Алексей Григорьевич (с 7.1944, с 9.1944 — НШ полка);

Командиры батарей:
- ком-р 1-й батареи (М-8) — ст. л-т Мелекесцев Николай Васильевич (с 10.1944, в 1943 — ком-р огн. в-да); нш д-на капитан Пупышев (1945);
- ком-р 2-й батареи (М-13) — ст. л-т / капитан Волчек Иосиф Семёнович (с 10.1943); нш д-на ст. л-т Мелекесин (1945);
- ком-р 3-й батареи (М-8 на Т-60 и М-13) — л-т / ст. л-т Трубчанинов Михаил Дмитриевич (с 5.1943); нш д-на капитан Волчок (1945);  ком-р огн. в-да л-т Курепин Александр Владимирович (с 1943);

## Знаки отличия
| Почётные звания и наименования, ордена | Дата        | За что получено |
| -------------------------------------- | ----------- | --- |
| «Гвардейский»                          | апрель 1943 | По преемственности от 107 огминдн |
| «Львовский»                            | 27.07.1944  | за образцовое выполнение заданий командования в боях с немецкими захватчиками, за овладение городом Львов и проявленные при этом доблесть и мужество |
| орден Красного Знамени                 | ?           | ? |
| орден Кутузова 3-й степени             | 6.01.1945   | Указ ПВС СССР |